# Terreiro de Jesus
Terreiro de Jesus je trg v zgodovinskem središču mesta Salvador de Bahia v Braziliji. Trg je v najstarejšem delu mesta in se naslanja na Praça da Sé, baziliko Salvadorja, nekdanjo šolo in cerkev jezuitov, ki je najvidnejša stavba v Terreiro de Jesus in stoji zahodno od trga. Trg je dobil ime po družbi. Sredi 20. stoletja jo je prenovil krajinski arhitekt Roberto Burle Marx. Uradno je znan kot Praça 15 de Novembro in tvori osrednje kulturno in zgodovinsko središče mesta.

## Zgodovina
Po ustanovitvi Salvadorja s strani Portugalcev je generalni guverner Tomé de Sousa jezuitom podelil zemljišče v severnem delu novega mesta. Jezuiti, ki jih je vodil pater Manuel da Nóbrega, so zgradili majhno kapelo in Colégio dos Jesuítas (Jezuitska šola). Prisotnost številnih jezuitskih duhovnikov na območju okoli cerkve in šole je privedla do tega, da je bil trg znan kot Terreiro de Jesus. Gradnja jezuitske šole je bila končana leta 1590. Portugalski raziskovalec in naravoslovec leta 1584 Gabriel Soares de Sousa, ki je leta 1584 obiskal Salvador, je napisal enega prvih opisov Terreiro de Jesus. V svoji knjigi Notícia do Brasil (1587) je Gabriel Soares de Sousa opisal Terrerio de Jesus kot »... zavzema to terreiro in del ulice ob morskem pasu razkošen kolegij dveh očetov Družbe Jezusove, z oblikovno in vesela cerkev ...«
Prvotna cerkev, zgrajena na tem mestu v 16. stoletju, je bila zelo majhna. Med letoma 1652 in 1672 so jezuiti zgradili večjo, veličastno cerkev, ki so jo sodobni opazovalci imeli za najimpresivnejšo versko stavbo v Braziliji 17. stoletja. Manieristična fasada stavbe je bila zgrajena iz marmorja, uvoženega s Portugalske. Notranjost je imela veličastne stene iz keramičnih ploščic, dovršeno poslikan lesen strop z upodobitvami uglednih jezuitov in pohištvo z intarzijami iz želvjega oklepa.
V začetku 19. stoletja je stavba stare jezuitske šole delovala kot bolnišnica. Leta 1808 je postala dom prve medicinske šole v Braziliji. Kolonialno stavbo, ki je bila uničena v požaru leta 1905, je nadomestila nova stavba z eklektičnim slogom in neoklasicističnim dizajnom.

## 20. stoletje
Komisija za urbanistično načrtovanje mesta Salvador (CPUCS) je leta 1948 povabila krajinskega arhitekta Roberta Burleja Marxa, da posodobi trg. Marx je zamenjal obstoječa tla s parterjem vijugastih portugalskih kamnov v črno-beli barvi in lokalnimi materiali, kot so školjke in kamenčki za plažo. Marx je ohranil obstoječo fontano in obstoječo vegetacijo. Salvadorski tisk je ostro kritiziral Marxovo prenovo trga.